# 위기의 암호명
《위기의 암호명》(영어: Jumpin' Jack Flash)은 미국에서 제작된 1986년 첩보 코미디 영화이다. 페니 마셜의 감독 데뷔작이다. 우피 골드버그 등이 출연하였고, 로런스 고든 등이 제작에 참여하였다.

## 줄거리
은행에서 일하는 컴퓨터 기사 테리는 업무 시간 중에 전 세계 사람들에게 조언을 해주곤 한다. 하루는 점핀 잭 플래시(Jumpin' Jack Flash)라는 사용자명을 쓰는 정체불명의 인물이 도움을 요청한다. 잭은 영국 비밀정보부(M16) 첩보원이며 동유럽에서 국가보안위원회(KGB)에게 쫓기는 중이다.

## 출연
- 우피 골드버그 - 테리사 "테리" 두리틀 역
- 스티븐 콜린스 - 마티 필립스 역
- 존 우드 - 제러미 탤벗 역
- 캐럴 케인 - 신시아 역
- 애니 포츠 - 리즈 칼슨 역
- 피터 마이클 게츠 - 페이지 씨 역
- 로스코 리 브라운 - 아처 링컨 역
- 세라 보츠퍼드 - 레이디 세라 빌링스 역
- 예룬 크라베 - 마크 밴미터 역
- 비토 루기니스 - 카를 역
- 조너선 프라이스 - 잭 역
- 존 러비츠
- 필 하트먼
- 제임스 벨루시
- 마이클 매키언
- 트레이시 얼먼
- 트레이시 라이너
- 샘 키니슨
- 린 마리 스튜어트
- 렌 우즈
- 줄리 페인
- 제이미 셰리든
- 미겔 A. 누녜즈 주니어
- 켈리 마틴
- 게리 마셜

## 기타 제작진
- 협력 제작: 리처드 마크스, 조지 바워스
- 배역: 낸시 클로퍼
- 미술: 로버트 F. 보일
- 의상: 수전 베커